# Sharon Maughan
Pour les articles homonymes, voir Maughan.
Sharon Maughan, née Sharon Patricia Mughan le 22 juin 1950 à West Derby (Liverpool), en Angleterre, est une actrice britannique.

## Filmographie

### Au cinéma
- 1979 : Home Before Midnight : Helen Owen
- 1993 : Indiscrétion assurée (Another Stakeout) : Barbara Burnside
- 1997 : Stiletto
- 2008 : Braquage à l'anglaise (The Bank Job) : Sonia Bern
- 2010 : Trop belle ! (She's Out of My League) : Mrs. McCleish
- 2010 : Study After Cruel Intentions : Lie
- 2012 : The Babymakers : Dr Roberts
- 2014 : Death of a Farmer : Nora
- 2014 : Flying Home de Dominique Deruddere : la mère de Colin
- 2014 : Time Lapse : Dr Heidecker
- 2015 : The Atticus Institute : Susan Gorman
- 2018 : The Con Is On de James Oakley

### À la télévision
- 1971 : Eyeless in Gaza (série télévisée) : Maid
- 1972 : The Last of the Baskets (série télévisée) : Samantha
- 1972 : The Organization (série télévisée) : Rosemary
- 1972 : Z Cars (série télévisée) : Girl
- 1973 : Justice (série télévisée) : Jenny Pargeter
- 1973 : Shabby Tiger) (série télévisée) : Rachel Rosing
- 1974 : Great Mysteries (série télévisée) : Carol
- 1974 : Dial M for Murder (série télévisée) : Suzanna
- 1975 : The Loner (série télévisée) : Miss Douglas
- 1975 : The Main Chance (série télévisée) : Inge Lindstrom  /  ...
- 1976 : Huggy Bear (TV) : Janine Lassoo
- 1976 : Angels (série télévisée) : Mrs. Paget
- 1978 : Return of the Saint (série télévisée) : Carmela
- 1980 : The Enigma Files (série télévisée) : Kate Burton
- 1981 : The Flame Trees of Thika (série télévisée) : Lettice
- 1983 : Dombey and Son (en) (série télévisée) : Edith Dombey  /  ...
- 1983 : By the Sword Divided (série télévisée) : Anne Lacey Fletcher
- 1986 : MacGyver (série télévisée) : Maria Karsoff
- 1987 : Truckers (série télévisée) : Amanda Robinson
- 1989 : Inspector Morse (série télévisée) : Kate Donn
- 1989 : Hannay (série télévisée) : Dore Nicholson
- 1991 : Cluedo (série télévisée) : Marie Anne Kray
- 1991 : Ruth Rendell Mysteries (série télévisée) : Imogen Ide
- 1992 : Murder, She Wrote (série télévisée) : Penelope Cadwell
- 1999 : Felicity (série télévisée) : Professor Beisner
- 2000 : Cinderella (TV) : Queen Seraphina
- 2000 : The Bill (série télévisée) : Alex Dunbar Q.C.
- 2001 : Heartbeat (série télévisée) : Ursula Donne
- 2001 : Casualty (série télévisée) : Victoria Bevins
- 2002 : Nice Guy Eddie (série télévisée) : Christine
- 2003 : Holby City (série télévisée) : Tricia Williams
- 2005 : Casualty @ Holby City (série télévisée) : Tricia Williams
- 2009 : Inspector George Gently (série télévisée) : Laura Fenwick
- 2009 : Waking the Dead (série télévisée) : Elizabeth
- 2011 : The Family Firm (TV) : Vanessa Fraser Barr
- 2011 : Kidnap and Ransom (série télévisée) : Jane Wickham